# 5
Năm 5 là một năm trong lịch Julius. 

## Sinh
- Nhũ Tử Anh (m. 25)
- Sứ đồ Phaolô (m. 64)
- Âm Lệ Hoa (m. 64)

## Mất
- Hán Bình Đế (s. 9 TCN)